# Phakornkham Fongmalayseng
Phakornkham Fongmalayseng (* 20. November 1988) ist ein Badmintonspieler aus Laos. 

## Sportliche Karriere
Phakornkham Fongmalayseng konnte sich für die Südostasienspiele 2007, die Asienmeisterschaft 2009 und die Südostasienspiele 2009 qualifizieren. Bei den Südostasienspielen 2007 scheiterte er mit Yothin Ratsavong im Herrendoppel in Runde eins an den Malaysiern Razif Abdul Latif und Khoo Chung Chiat. Mit dem Team schied er im Viertelfinale gegen Thailand aus.
Im Viertelfinale war auch 2009 mit der Mannschaft Endstation, wo man gegen den späteren Sieger Indonesien ausschied. Im Einzel gewann er sein Achtelfinalmatch gegen Patricque Francisco Magnaye, unterlag aber Nguyễn Hoàng Hải aus Vietnam im Viertelfinale. Bei der Asienmeisterschaft 2009 schied er sowohl im Einzel als auch im Doppel in Runde eins aus. Nicht besser war es ihm bei den Vietnam Open 2008 ergangen. Bei den Laos International des gleichen Jahres schaffte er es bis ins Viertelfinale.